# Serrat dels Forats
El Serrat dels Forats és una serra situada al municipi de Soriguera a la comarca del Pallars Sobirà, amb una elevació màxima de 1.759 metres. Es troba dins del Parc Natural de l'Alt Pirineu.
Durant la Guerra Civil espanyola, les forces rebels franquistes hi van establir una línia de front per tal de barrar el pas a les forces legals de la República que s'havien establert a la Serra de Gavernet. En queden traces visibles.